# Kūkai
Kūkai (空海 ,n.774-d.835) a fost un călugăr budist japonez, fondator al școlii budiste Shingon. Adepții acestei secte îl numes pe Kūkai cu titlul onorific de Kobo-Daishi (弘法) sau Marele Maiestru sau învățător.
În anul 804, guvernul japonez a trimis o misiune în China cu scopul de a instrui noi călugări și a aduce diferite texte sacre. Din această misiune făcea parte și Kūkai, împreună cu alți călugări budiști, printre care și faimosul Saichō. Ajuns în China, a devenit discipolul lui Hui-kuo, care l-a instruit în practicile budismului ezoteric. Întor în Japonia, în anul 810 a devenit șeful birourilor de afaceri preoțești de la templul Tōdai-ji. Tot în acest an, înființează templul Tō-ji din Kyoto.
De asemenea, în anul 816 fondează secta budistă Shingon și construiește templul Kongōbu-ji pe Muntele Koya (în prefectura Wakayama, la sud de Osaka) ca centru pentru secta sa. Legenda spune că Kūkai nu a murit și că a intrat într-o adormire pe muntele Koya, asteptând venirea lui Buddha Maitreya.